# Johan Daniel von Stemann
Johan Daniel von Stemann, danski general, * 1887, † 1982.